# هاغن رينولد
هاغن رينولد هو سياسي ألماني، ولد في 23 مارس 1978 في فيسمار في ألمانيا. نشط حزبياً في الحزب الديمقراطي الحر. في الانتخابات الفيدرالية الألمانية 2017، انتخب عضو في البوندستاغ الألماني عن دائرة Rostock – Landkreis Rostock II ‏ وقد انضم خلال البوندستاغ الألماني التاسع عشر (24 أكتوبر 2017 – ) للكتلة البرلمانية جماعة الديمقراطيين الأحرار ‏ وانتخب عضو في البوندستاغ الألماني خلال فترته النيابية ‏ (11 يناير 2013 – 22 أكتوبر 2013).